# Dominique Rolin

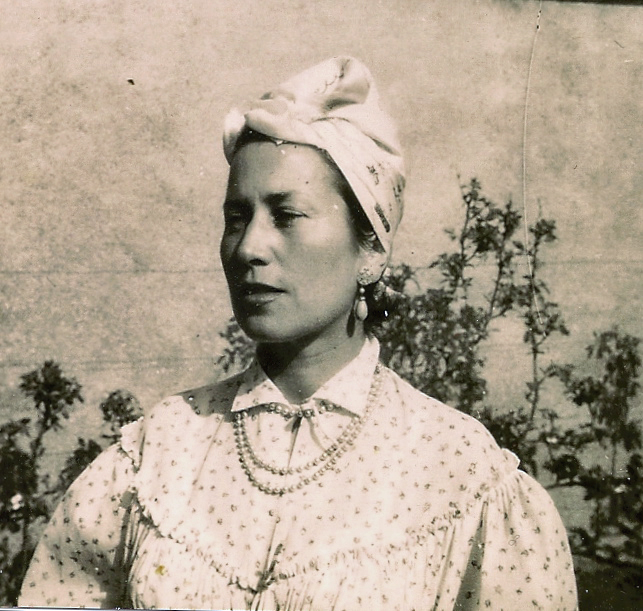
Dominique Rolin

Dominique Rolin (Elsene, 22 mei 1913 – Parijs, 15 mei 2012) was een Belgisch schrijfster en lid van de Académie royale de langue et de littérature françaises de Belgique.

## Biografie
Haar vader Jean Rolin was directeur van de bibliotheek van het ministerie van Justitie. Haar moeder Esther was de dochter van Léon Cladel, afkomstig uit Nederland maar met Pools-Joodse roots. Ze verhuisden tweemaal, in 1920 naar Ukkel en in 1926 naar Bosvoorde.
In de periode dat haar vader Jean Rolin verliefd werd op een leerling en het huis uitging, maakte Dominique de middelbare school af en volgde daarna een opleiding in de kunst om vervolgens in 1932 verder te gaan leren voor bibliothecaris.
Tussen 1933 en 1936 werkte Rolin aan de algemene bibliotheek van Brussel en werd even later toegewezen aan de Vrije Universiteit van Brussel. Ondertussen schreef ze haar eerste roman, Les Pieds d’argile, maar kon geen uitgever vinden.
De novelle La Peur verscheen in 1936 in het literair magazine Mesures van Jean Paulhan. Ze trouwde in 1937 met Hubert Mottart en ze kregen in 1938 samen een dochter Christine.
Haar publicatie Marais in 1942 leverde haar erkenning in het Parijse literair milieu. In 1944 volgde dan Anne la bien-aimée.
In 1946 verliet het gezin België om zich in Parijs te vestigen. Ze ontmoette de illustrator Bernard Milleret en trok bij hem in. Ze leefden in het centrum van het artistieke en literaire milieu maar niet in weelde door de onregelmatige inkomsten uit hun publicaties.
In 1952 werd Le Souffle bekroond met de Prix Femina en werd een aantal van haar werken opnieuw uitgegeven.
Bernard Milleret overleed in 1957 en Rolin keerde in 1959 terug naar Parijs.
In 1965 werd ze uit de jury van de Prix Femina gezet na haar stelling dat de juryleden nog te veel doordrongen waren van de literatuur uit de 19de eeuw. Daardoor was ze voor andere functies beschikbaar en werd ze gevraagd als lid van de jury van de Roger Nimierprijs (ingesteld door Florence Gould in 1963).
In 1965 verloor ze haar moeder en in 1975 haar vader.
In 1978 schreef ze L’Enragé, over Pieter Bruegel de Oude, waarvoor ze de Franz Hellensprijs kreeg. In 1980 ontving ze de Kléber Haedens-prijs voor L’Infini chez soi. Ook kreeg ze de Prix Roland Jouvenel van de Académie française. In 1991 ontving ze de Prix Thyde Monnier voor haar gehele oeuvre.
In 1992 werd een documentaire gemaakt over haar leven door Jean Antoine.
Rolin werd in 1995 voorzitter van de jury van de Roger Nimierprijs en bleef dit tot 2001.
Haar werken zijn in vele talen vertaald waaronder Nederlands, Italiaans, Japans, Chinees, Duits, Engels, Sloveens en Servo-Kroatisch.
In december 2012 keurde de gemeenteraad van Genk het voorstel om een straat naar Dominique Rolin te vernoemen goed. Dominique Rolin kwam in haar kindertijd vaak op vakantie in Genk, bij haar tante die een villa bewoonde naast de villa van kunstenaar Emile Van Doren, waar vandaag het Emile Van Dorenmuseum gehuisvest is. Genk speelt in vele van de romans van Rolin een belangrijke rol, als een plek van herinnering, onschuld en nostalgie.

## Oeuvre
- Repas de famille, (1932), novelle
- Les Pieds d’argile, (1935), roman
- La Peur, (1936), novelle
- Marais, (1942),
- Anne la bien-aimée, (1944),
- Le Souffle, (1952),
- Les Quatre coins, (1954)
- Artémis, (1958)
- Le Lit (1960)
- Maintenant (1967)
- Le Corps (1969)
- Les Éclairs (1971)
- Lettre au vieil homme (1973)
- L’Enragé (1978)
- L’Infini chez soi (1980)
- L’Enfant-roi (1986)
- Trente ans d’amour fou (1988)
- Vingt chambres d’hôtel (1990)
- L’Accoudoir (1996)
- La Rénovation (1998)
- Journal amoureux (2000), roman
- Le Futur immédiat (2001), roman
- Plaisirs (2001),
- Lettre à Lise (2003)

## Prijzen
- 1952 · Prix Femina, voor Le Souffle.
- 1978 · Franz Hellensprijs, voor L'Enragé.
- 1980 · Kléber Haedensprijs, voor L’Infini chez soi.
- 1990 · Prix Roland Jouvenel van de Académie française, voor Vingt chambres d’hôtel.
- 1991 · Thyde Monnier-prijs, gehele oeuvre.
- 2001· Grand prix national des lettres, gehele oeuvre.